# Francisco Tamarit
Francisco Antonio Tamarit, nacido el 5 de marzo de 1961 en Avellaneda, Buenos Aires, Argentina, es un físico argentino con contribuciones en el campo de la física teórica, reconocido por su labor en la gestión académica.

## Trayectoria
Tamarit obtuvo su Licenciatura en Física en la Facultad de Matemática, Astronomía y Física de la Universidad Nacional de Córdoba en diciembre de 1985, bajo la dirección del Dr. Carlos Budde. Continuó su formación académica, obteniendo el título de Doctor en Física en agosto de 1992 en el Centro Brasileiro de Pesquisas Física en Río de Janeiro, Brasil, bajo la tutela del Dr. Evaldo M. Fleury Curado. Realizó un postdoctorado en el mismo centro, becado por el Dr. Constantino Tsallis, desde septiembre de 1992 hasta agosto de 1994.
Actualmente, Tamarit se desempeña como Profesor Titular Dedicación Exclusiva en el Grupo de Teoría de la Materia Condensada de la Facultad de Matemática, Astronomía, Física y Computación de la Universidad Nacional de Córdoba. Además, ostenta el cargo de Investigador Principal en el Instituto de Física Enrique Gaviola (UNC-CONICET).
Ha participado en la conformación de trayectos formativos y de divulgación sobre grandes volúmenes de datos e inteligencia artificial, en particular sobre redes neuronales artificiales.
Su trayectoria ha sido reconocida con el «Premio en Defensa de la Educación Pública» otorgado por la Universidad Nacional de San Luis en diciembre de 2018.

### Gestión Institucional
Francisco Tamarit fue Decano de la Facultad de Matemática, Astronomía y Física de la Universidad Nacional de Córdoba desde julio de 2011 hasta abril de 2013. Ocupó el cargo de Rector  de la misma universidad desde abril de 2013 hasta abril de 2016.
Su experiencia en la gestión se extiende a nivel internacional, siendo Coordinador General de la Tercera Conferencia Regional de la UNESCO de Educación Superior para América Latina y el Caribe de agosto de 2016 a abril de 2019.
También se desempeñó como miembro del Directorio de CONICET desde mayo de 2014 hasta octubre de 2019.